# Тбилисская неделя моды
Неделя моды в Тбилиси (TFW) (груз. თბილისის მოდის კვირეული tbilisis modis k’vireuli) — неделя грузинской моды в столице страны Тбилиси. TFW принимает профессионалов отрасли два раза в год, весной и осенью. TFW был основан в 2009 году во время Тбилисобского фестиваля.
TFW — это модный центр на Кавказе, который поддерживает развитие модной индустрии, представляет новые лица и экспортирует грузинскую модную продукцию.
Индустрия моды Грузии, TFW и Mercedes-Benz Fashion Week Tbilisi привлекли международное внимание благодаря успеху талантливых отечественных дизайнеров, таких как Дэвид Кома, и Демна Гвасалия из люксового бренда Balenciaga и его собственного бренда Vetements. Тбилиси теперь называют одной из «модных столиц Восточной Европы».